# Bondrée de Steere
Pernis steerei
Espèce
Statut de conservation UICN

 LC  : Préoccupation mineure
Statut CITES
La Bondrée de Steere ou bondrée des Philippines (Pernis steerei) est une espèce d'oiseaux de la famille des Accipitridés, de la sous-famille des Gypaetinae et de la tribu des Pernini.
Son plumage rappelle celui de l'aigle des Philippines (Spizaetus philippensis), mécanisme évolutif lui permettant de décourager des prédateurs. 

## Répartition et habitat
Cet oiseau est répandu à travers l'archipel des Philippines (sauf à Palawan).
Elle habite les forêts jusqu'à 1300m d'altitude.

## Taxinomie
Suivant les travaux phylogéniques de Gamauf & Haring (2004), le Congrès ornithologique international la sépare de la Bondrée des Célèbes (Pernis celebensis).
Sa taxinomie reste discutée. D'après la classification de référence (version 14.1, 2024) de l'Union internationale des ornithologues, la Bondrée de Steere possède 2 sous-espèces (ordre philogénique) :
- Pernis steerei winkleri Gamauf & Preleuthner, 1998 : Luçon ;
- Pernis steerei steerei Sclater, WL, 1919 : Philippines à l'exception des îles de Luzon, de Palawan et de Cebu.

Pour Alan P. Peterson, ce serait une espèce monotypique: la sous-espèce P. s. winkleri appartiendrait dans sa classification à l'espèce Pernis celebensis.